# San Xuan de Parres
San Xuan de Parres är en ort i Spanien.   Den ligger i den autonoma regionen Asturien, i den norra delen av landet, 300 km norr om huvudstaden Madrid. San Xuan de Parres ligger 125 meter över havet och antalet invånare är 5 749.